# Vanyarc
Vanyarc là một thị trấn thuộc hạt Nógrád, Hungary. Thị trấn này có diện tích 32,22 km², dân số năm 2010 là 1289 người, mật độ 40 người/km².